# Ty goriš' kak ogon'
Ty goriš' kak ogon' (in russo Ты горишь как огонь?) è un singolo del produttore discografico russo Slava Marlow, pubblicato il 19 febbraio 2021.
È stato candidato nella categoria di miglior artista hip hop ai premi Viktorija.

## Promozione
Slava Marlow ha presentato il brano per la prima volta in televisione al Večernij Urgant l'11 marzo 2021. Ha poi eseguito una versione con arrangiamento rivisto e testo tradotto in italiano per la puntata speciale di Capodanno dello stesso show, Ciao 2021.

## Video musicale
Il video, reso disponibile l'8 marzo 2021 attraverso il canale YouTube dell'artista, ha ottenuto oltre 3,1 milioni di visualizzazioni in meno di 24 ore dalla sua pubblicazione.

## Tracce
Testi e musiche di Artëm Artëmovič Gotlib.
1. Ty goriš' kak ogon' – 2:28

## Formazione
- Slava Marlow – voce, arrangiamento, produzione

## Classifiche
| Classifica (2021) | Posizione massima |
| ----------------- | ----------------- |
| Lituania          | 72                |
| Russia            | 52                |